# Smethport
Smethport is een plaats (borough) in de Amerikaanse staat Pennsylvania, en valt bestuurlijk gezien onder McKean County.

## Demografie
Bij de volkstelling in 2000 werd het aantal inwoners vastgesteld op 1684.
In 2006 is het aantal inwoners door het United States Census Bureau geschat op 1603, een daling van 81 (-4,8%).

## Geografie
Volgens het United States Census Bureau beslaat de plaats een oppervlakte van
4,3 km², geheel bestaande uit land. Smethport ligt op ongeveer 457 m boven zeeniveau.

## Plaatsen in de nabije omgeving
De onderstaande figuur toont nabijgelegen plaatsen in een straal van 24 km rond Smethport.